# Bulbophyllum furcatum
Bulbophyllum furcatum é uma espécie de orquídea (família Orchidaceae) pertencente ao gênero Bulbophyllum. Foi descrita por Leonid Vladimirovich Averyanov em 2003.